# نعجة لانديز

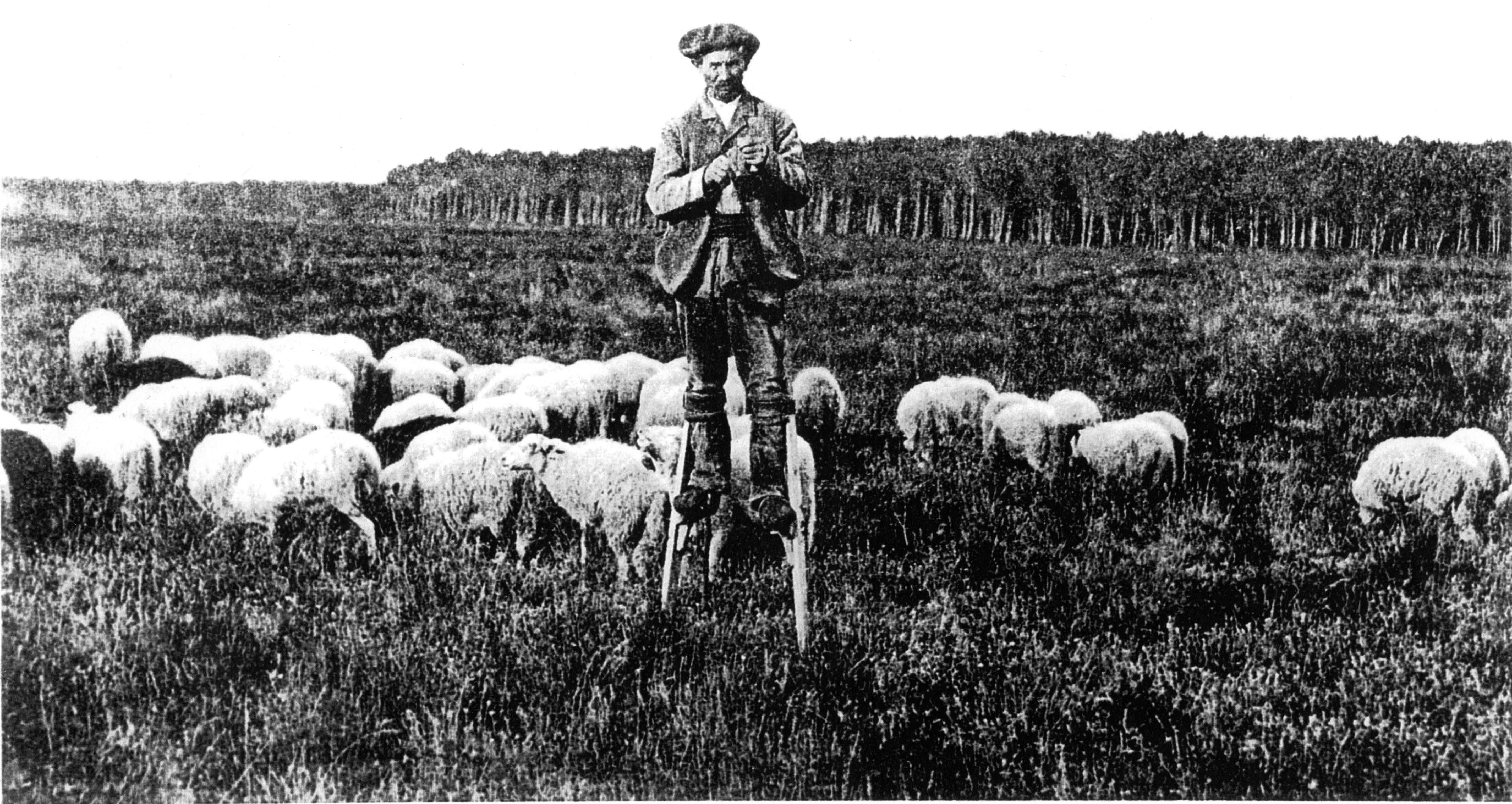
راعي لانديز مع قطيع غنمه

نعجة لانديز (بالفرنسية: Brebis landaise)‏ قبل تشجير منطقة غاسكونيا في منتصف القرن التاسع عشر، كانت هذه السلالة تشكل أحد دعائم النظام الزراعي-الرعوي بالمنطقة. كانت في الأساس تربى من أجل السماد(اٍستعمال فضلاتها كسماد للأراضي الفلاحية) أكثر منه للحومها أو صوفها.